# アデノイド顔貌
アデノイド顔貌（アデノイドがんぼう）とはアデノイドが肥大することによってできる顔の特徴を表す。ロングフェイス症候群とも呼ばれる。
アデノイドとは、鼻腔の奥にあるリンパ組織のことで、咽頭扁桃とも呼ばれる。正確には口蓋垂の裏側にあり、扁桃と同じように、体外からの細菌やウイルスの侵入を防ぐ役割がある。喉と鼻の奥にあるアデノイドが口呼吸をする事で肥大化し、顔全体が歪んだりたるんで独特の顔つきになってしまった顔の事をアデノイド顔貌という。アデノイドが肥大していなくても口呼吸をする事で顔の筋肉が弛緩し、同じような顔つきになるため、総じてアデノイド顔貌と呼ばれる。
通常アデノイドは2歳ごろから大きくなりはじめ、5歳ごろに肥大化がピークになり、思春期を迎えるころには小さくなっていく。肥大化するのは、免疫力が弱い幼児期に、鼻や口から入ってきた病原体から体を守るための生理的なものだが、この肥大化が過剰に進行してしまうことがある。
アデノイドが肥大化すると鼻の奥が圧迫されて鼻呼吸が難しくなる。そのため、肥大化する2歳から5歳のころは口呼吸することが多いが、思春期を過ぎても長い間口呼吸をすることで乾燥した冷たい空気が口から直接体内に取り込まれ、口腔内･喉が乾燥し、病原体が体内に入りやすくなり、アデノイドの炎症が繰り返されて肥大化が過剰に進行してしまう。

## 特徴
アデノイド顔貌の患者には、大きく分けて以下のような症状がある。
1. 顔の形が面長、上顎・下顎とも横幅が狭く、V字型をしている（このためアデノイド顔貌の別名がロングフェイス症候群とも呼ばれる）
2. 突顎、上顎前突症になりやすい
3. 睡眠時を含め口をぽかんと開けたままになる。さらに口呼吸をすることで、口の中が乾燥して細菌が繁殖しやすくなり、口臭が強くなる。
4. 異常に肥大したアデノイドが耳管開口部を塞いでしまうため、急性中耳炎や滲出性中耳炎を引き起こす。急性中耳炎の主な症状は、突然起こる耳の痛み、耳だれ、発熱、難聴などで、滲出性中耳炎は中耳に滲出液が溜まってしまい難聴を起こす。
5. 睡眠中に口呼吸することで舌が喉の奥に落ち込んで気道を狭めてしまい、いびきを引き起こす。睡眠時無呼吸症候群の原因ともなる。

## 治療
アデノイド肥大の全ての原因は慢性的な口呼吸なので、子供のうちから意識して鼻呼吸にすることでアデノイド顔貌になるのを予防できる。万が一アデノイド顔貌になってしまった大人の場合でも、薬の服用や手術など治療法はいくつか存在し、主に耳鼻咽喉科で受けられる。